# Velika nagrada Firenc 1933
Velika nagrada Firenc 1933 je bila trinajsta neprvenstvena dirka v sezoni Velikih nagrad 1933. Odvijala se je 11. junija 1933 v italijanskem mestu Firence, na isti dan kot sta potekali dirki za Veliko nagrado Francije in Veliko nagrado Lvova. 

## Rezultati

### Dirka
| Poz | Dirkač              | Moštvo           | Dirkalnik            | Krogi | Čas/Odstop     |
| --- | ------------------- | ---------------- | -------------------- | ----- | -------------- |
| 1   | Carlo Felice Trossi | Scuderia Ferrari | Alfa Romeo Monza     | 30    | 1:56:45,2      |
| 2   | Giovanni Battaglia  | Privatnik        | Alfa Romeo Monza     | 30    | 1:57:21,2      |
| 3   | Eugenio Fontana     | Privatnik        | Alfa Romeo Monza     | 30    | 1:58:41,4      |
| 4   | Gianfranco Comott   | Scuderia Ferrari | Alfa Romeo 1750 GS&C |       |                |
| 5   | Mario Tadini        | Scuderia Ferrari | Alfa Romeo MM        |       |                |
| 6   | ?                   | ?                | ?                    |       |                |
| 7   | Lello Pellegrini    | ?                | ?                    |       |                |
| 8   | Ippolito Berrone    | Privatnik        | Maserati 4CS         |       |                |
| 9   | »Foligno«           | Scuderia Ferrari | Alfa Romeo MM        |       |                |
| 10  | ?                   | ?                | ?                    |       |                |
| Ods | Giuseppe Campari    | Privatnik        | Maserati 26          |       |                |
| Ods | Albino Pratesi      | ?                | ?                    |       | Smrtna nesreča |